# Seleukos V Filometor
Seleukos V Filometor (ur. 145 p.n.e., zm. 125 p.n.e.) – król Syrii z dynastii Seleukidów, panujący w latach 126–125 p.n.e. Syn Demetriusza II Nikatora i Kleopatry Thea. Określenie Filometor w języku greckim oznacza kochający matkę.
Po przegranej przez ojca bitwie i jego ucieczce ogłosił się Seleukos V królem, co spotkało się z negatywnym odzewem ze strony matki, która pragnęła zachować władzę. Intronizację Seleukosa V Kleopatra Thea potraktowała jako zdradę stanu i rozkazała go zamordować.